# Mițivți, Dunaiivți
Mițivți (în ucraineană Міцівці) este o comună în raionul Dunaiivți, regiunea Hmelnîțkîi, Ucraina, formată numai din satul de reședință.

## Demografie
Componența lingvistică a comunei Mițivți
     Ucraineană (98,73%)
     Alte limbi (0,53%)
Conform recensământului din 2001, majoritatea populației comunei Mițivți era vorbitoare de ucraineană (98,73%), existând în minoritate și vorbitori de alte limbi.